# Marius Chaîne
L'abbé Marius Chaîne (10 août 1873 à Tarascon – 19 janvier 1960 à Sainte-Marie du Désert) est un spécialiste français de philologie éthiopienne et copte.

## Biographie
Marius Chaîne naît en 1873 à Tarascon, Bouches-du-Rhône. Il étudie à l'École des hautes études de la Sorbonne, où il est élève de Joseph Halévy, et à l'École du Louvre à Paris. Il est ordonné en 1897 et rejoint la Compagnie de Jésus, mais l'abandonne après la Première Guerre mondiale.
Chaîne est professeur de langues orientales à l'université Saint-Joseph de Beyrouth, à l'université pontificale grégorienne de Rome et à l'Institut biblique pontifical. Il est l'auteur de l'article « Éthiopie » pour l'Encyclopédie catholique.
Il consacre sa vie à la philologie éthiopienne et copte.
Il décède à l'abbaye Sainte-Marie du Désert, dans la commune de Bellegarde-Sainte-Marie, en Haute-Garonne.

## Œuvres
- 1907 : Grammaire éthiopienne. Beyrouth : Imprimerie catholique. Nouvelle édition 1938. (version en ligne sur Internet Archive).
- 1909 : Apocryphes de B. Maria Virgine. Lipsiae : Harrassowitz.
- 1912 : Catalogue des manuscrits éthiopiens de la collection d'Abbadie. Paris : Leroux.
- 1913 : Catalogue des manuscrits éthiopiens de la collection Mondon-Vidailhet. Paris : Leroux.
- 1925 : La Chronologie des temps chrétiens de l'Égypte et de l'Éthiopie. Paris : Geuthner.
- 1933 : Éléments de grammaire dialectale copte : bohairique, sahidique, achmimique, fayoumique . Paris : Paul Geuthner.
- 1938 : Notions de langue égyptienne. Paris.
- 1955 : La Proposition nominale dans les dialectes coptes. Paris : A.-Maisonneuve.